# Фьодор Смолов
Фьодор Михайлович Смолов (на руски: Фёдор Миха́йлович Смо́лов) е руски футболист, нападател. Играе за Краснодар. Голмайстор на Руската Премиер лига за сезон 2015/16 и 2016/17.

## Клубна кариера
Юноша е на Сокол Саратов. През 2006 г. е привлечен от Динамо (Москва), а на следващата година вече е част от първия състав. Дебютира за Динамо срещу Луч-Енергия Владивосток. Първия си гол за клуба вкарва на 27 септември 2008 г. в двубой с Криля Советов (Самара). Младокът трудно се добира до място в основния състав, оставайки в сянката на звездата Александър Кержаков и перспективния Александър Кокорин.
На 14 юли 2010 г. е даден под наем в холандския Фейенорд. За тима от Ротердам играе един полусезон и отбелязва само един гол – във вратата на Витес. В края на годината тогавашният треньор на Динамо Миодраг Божович настоява за връщането на играта в клуба. Наемът е прекратен и Смолов отново облича екипа на синьо-белите. По-късно нападателят споделя, че съжалява, че не е останал във Фейенорд.
През сезон 2011/12 Смолов получава повече игрови минути, записвайки 23 мача. Нападателят вкарва 2 гола през сезона – на ФК Краснодар и Спартак Налчик. Те се оказват и последни за Фьодор в динамовския етап от кариерата му.
След не толкова убедителни изяви за Динамо и ниска резултатност, Смолов отново е даден под наем. През юли 2012 г. той преминава в Анжи, който по това време прави звездна селекция, привличайки играчи като Самуел Ето'о, Роберто Карлош и Вилиан. За Анжи Смолов дебютира срещу Хонвед в Лига Европа, а в двубой с Витес вкарва първия си гол в европейските клубни турнири.
Въпреки това, Фьодор не може да се наложи поради слабите си изяви в Анжи. Три гола във всички турнири за година и половина са разочароващ показател. През есента на 2013 г. Фьодор се завръща в Динамо, но след 13 срещи без отбелязан гол, е върнат под наем в Анжи.
Сезон 2014/15 нападателят започва в Динамо, но скоро отново е даден под наем – този път в тима на Урал. До преминаването си при „пчелите“, Смолов има 6 отбелязани гола за 6 сезона. През 2014/15 обаче Фьодор се превръща в основен играч на Урал и отбелязва 8 попадения. Два пъти е избиран за играч на месеца в клуба и помага н отбора си да се спаси от изпадане.
През лятото на 2015 г. преминава във ФК Краснодар със свободен трансфер. Първите си голове за тима в шампионата вкарва в градското дерби с Кубан и спасява Краснодар от загуба. С екипа на Краснодар Фьодор става водещ реализатор, а взаимодействията му на терена с Павел Мамаев стават ключови за формата на отбора. На 10 април 2016 г. вкарва 4 гола във вратата на ФК Урал, като това е десето подобно достижение в руското първенство.
През сезон 2015/16 отбелязва 20 гола и става голмайстор на РФПЛ. Смолов е първият руски футболист с такава резултатност в последните 18 години. През май 2016 г. получава повиквателна от треньора Леонид Слуцкий в националния отбор на Русия за Евро 2016.
През 2018 г. преминава в Локомотив (Москва) за 9 млн. евро.

## Национален отбор
На 14 ноември 2012 г. дебютира за националния отбор на Русия в контрола със САЩ и вкарва гол в 9-а минута. През сезон 2015/16 отново получава повиквателна в националния отбор, изигиравайки 3 мача в квалификациите за Евро 2016, в които вкарва 1 гол. В този период се разписва по веднъж и в контролите с Хърватия и Литва.
Участва на Евро 2016, но не успява да отбележи нито един гол на турнира, а Русия отпада в груповата фаза. Смолов води атаката на „Сборная“ и на Купата на конфедерациите, като вкарва гол във вратата на Нова Зеландия. На Мондиал 2018 започва като титуляр в първия двубой на тима със Саудитска Арабия, но впоследствие е изместен от Артьом Дзюба.

## Успехи

### Клубни
Локомотив (Москва)
- Купа на Русия (2) – 2018/19, 2020/21
- Суперкупа на Русия (1) – 2019

### Индивидуални
- Голмайстор на Руската Премиер лига – 2015/16 (20 гола), 2016/17 (18 гола)
- Футболист на годината в Русия – 2016
- Футболист на годината на РФС – 2016, 2018
- Футболист на годината на Спорт-експрес – 2015/16, 2016/17, 2017/18
- Футболист на годината на „Футбол“ – 2016

## Статистика
| Клуб              | Сезон             | Лига   | Лига   | Купа   | Купа   | Евротурнири | Евротурнири | Общо   | Общо   |
| Клуб              | Сезон             | Мачове | Голове | Мачове | Голове | Мачове      | Голове      | Мачове | Голове |
| ----------------- | ----------------- | ------ | ------ | ------ | ------ | ----------- | ----------- | ------ | ------ |
| Динамо            | 2007              | 3      | 0      | 0      | 0      | 0           | 0           | 3      | 0      |
| Динамо            | 2008              | 7      | 1      | 1      | 0      | 0           | 0           | 8      | 1      |
| Динамо            | 2009              | 18     | 0      | 3      | 1      | 2           | 0           | 23     | 1      |
| Динамо            | 2010              | 2      | 0      | 0      | 0      | 0           | 0           | 2      | 0      |
| Динамо            | 2011/12           | 23     | 2      | 1      | 0      | 0           | 0           | 24     | 2      |
| Динамо            | 2013/14           | 13     | 0      | 1      | 0      | 0           | 0           | 14     | 0      |
| Динамо            | 2014/15           | 2      | 0      | 0      | 0      | 1           | 0           | 3      | 0      |
| Динамо            | Общо              | 68     | 3      | 6      | 1      | 3           | 0           | 77     | 4      |
| → Фейенорд        | 2010/11           | 11     | 1      | 1      | 0      | 2           | 0           | 14     | 1      |
| → Фейенорд        | Общо              | 11     | 1      | 1      | 0      | 2           | 0           | 14     | 1      |
| → Анжи            | 2012/13           | 15     | 0      | 3      | 0      | 8           | 1           | 26     | 1      |
| → Анжи            | 2013/14           | 11     | 2      | 0      | 0      | 4           | 0           | 15     | 2      |
| → Анжи            | Общо              | 26     | 2      | 3      | 0      | 12          | 1           | 41     | 3      |
| → Урал            | 2014/15           | 22     | 8      | 1      | 0      | 0           | 0           | 23     | 8      |
| → Урал            | Общо              | 22     | 8      | 1      | 0      | 0           | 0           | 23     | 8      |
| Краснодар         | 2015/16           | 29     | 20     | 3      | 1      | 12          | 3           | 44     | 24     |
| Краснодар         | 2016/17           | 22     | 18     | 1      | 1      | 8           | 6           | 31     | 25     |
| Краснодар         | 2017/18           | 22     | 14     | 0      | 0      | 2           | 0           | 24     | 14     |
| Краснодар         | Общо              | 73     | 52     | 4      | 2      | 22          | 9           | 99     | 63     |
| За цялата кариера | За цялата кариера | 156    | 34     | 14     | 2      | 29          | 4           | 199    | 40     |